# Chorro de San Ignacio
El Chorro de San Ignacio es una cascada que nace de entre las Sierras de Comechingones, ubicada entre las localidades argentinas de Villa Larca y Papagayos del Departamento Chacabuco, Provincia de San Luis. Se ubica a 2 km hacia las sierras desde la RP1 de San Luis .Su nombre nace del campesino Ignacio, quien junto a su mujer cultivaban en las sierras. Tiempo más tarde la esposa del campesino fallece y, quedando deprimido, este mismo decide suicidarse, no sin antes donar sus tierras para el camping Villa Larca. 
- Datos: Q5767280